# Rabbits' Hill pt. 2
Rabbits' Hill Pt.2 è il quarto album in studio del gruppo musicale power metal italiano Trick or Treat, pubblicato nel 2016 da Frontiers.
Il disco è la seconda parte del concept album basato sul libro Watership Down di Richard Adams e segue di quattro anni l'uscita di Rabbits' Hill pt. 1. L'album segna anche il passaggio della band tra le file della Frontiers Records.

## Tracce
1. Inle' (The Black Rabbit of Death) – 5:01
2. Together Again – 2:42
3. Cloudrider – 4:15
4. Efrafa – 6:37
5. Never Say Goodbye – 5:47
6. The Great Escape – 4:55
7. They Must Die – 6:04
8. Beware the Train (strumentale) – 2:37
9. United – 4:52
10. The Showdown – 10:47
11. Last Breath – 6:05

## Formazione
- Alessandro Conti - voce
- Guido Benedetti - chitarra
- Luca Venturelli - chitarra
- Leone Villani Conti - basso
- Luca Setti - batteria

### Ospiti
- Sara Squadrani - voce (traccia 5)
- Tim "Ripper" Owens - voce (traccia 7)
- Tony Kakko - voce (traccia 9)